# Gawen Hamilton
Pour les articles homonymes, voir Hamilton.
Ne doit pas être confondu avec Gavin Hamilton.
Gawen Hamilton (1698-1737) est un peintre britannique d'origine écossaise qui exerça principalement à Londres.

## Biographie

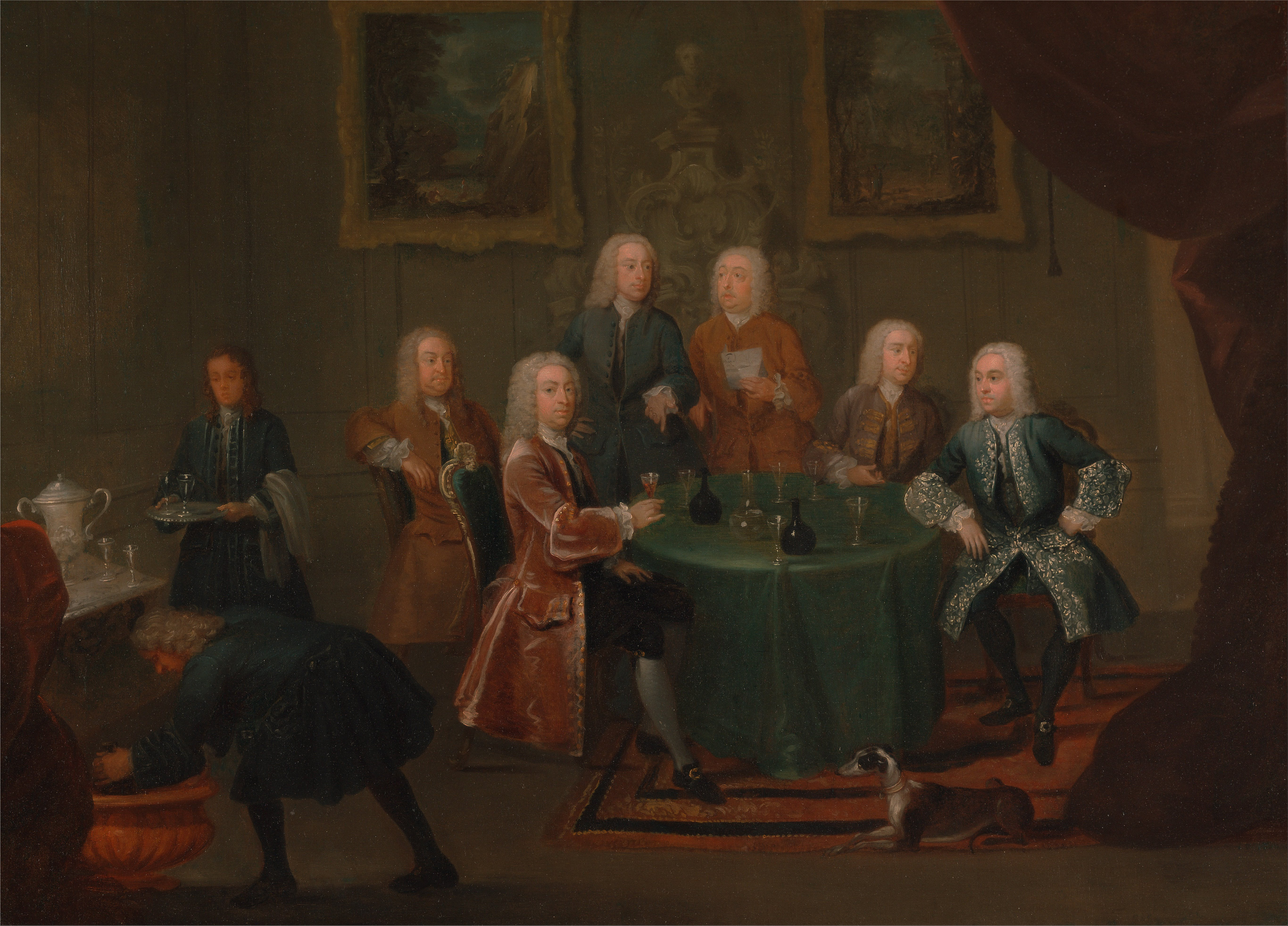
The Brothers Clarke with Other Gentlemen Taking Wine (entre 1730 et 1735), Yale Center for British Art.

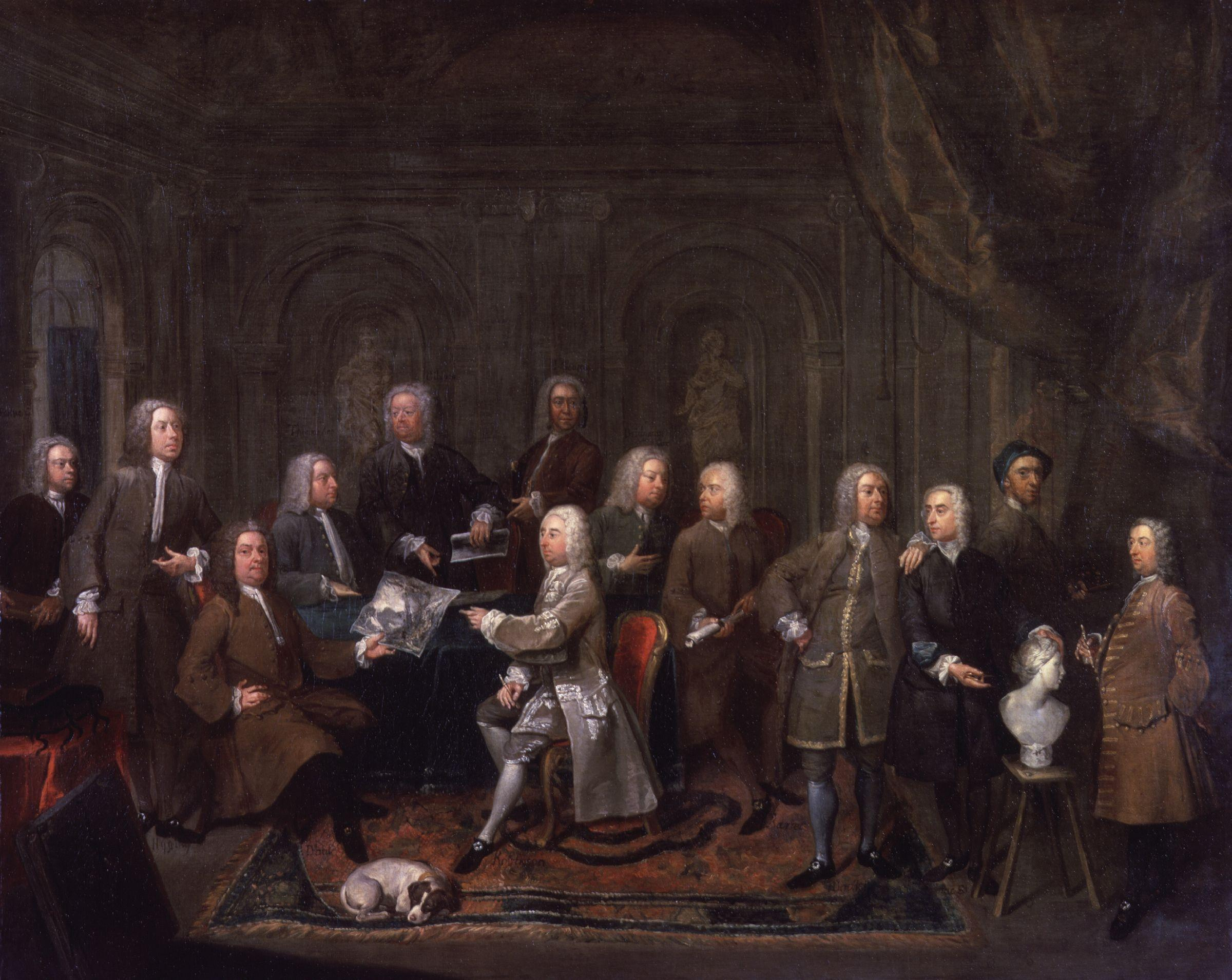
A Conversation of Virtuosis... at the Kings Arms (1735, National Portrait Gallery, Londres) : Hamilton est l'avant dernier à droite.

Gawen est né en 1698 dans la bourgade d'Hamilton près de Glasgow. Il est formé à la peinture par un artiste local nommé Wilson, dont on ne sait rien.
Vivant et pratiquant son art dans la capitale britannique, Gawen Hamilton est membre du Rose and Crown Club, un groupe informel d'artistes animé par le graveur, critique et collectionneur George Vertue.
Hamilton est surtout réputé pour ses portraits de groupe, figurant des sociétés savantes et autres clubs d'artistes comme il y en fleurissait alors à Londres.
Le peu d'information dont on dispose sur ce peintre nous vient justement de George Vertue, qui le connaissait semble-t-il très bien, non seulement comme membre associé du Rose and Crown Club, mais également du Club of Artists qui se réunissait au King's Arms sur New Bond Street : un tableau, A Conversation of Virtuosis at the Kings Arms (in Bond Street) (1735), aujourd'hui exposé à la National Portrait Gallery de Londres, les représente d'ailleurs tous ensemble ; cette œuvre fut commandée à Hamilton en 1734 par tous les membres du club pour lui venir en aide financièrement. Elle montre Vertue et Hamilton, aux côtés du portraitiste Michael Dahl, de l'architecte William Kent, du graveur français Bernard Baron et du sculpteur John Michael Rysbrack, entre autres.
Bien plus tard, ses tableaux de conversation ont été rattachés au genre conversation piece, dont Hamilton reste l'un des premiers adeptes et promoteurs, à l'instar de Marcellus Laroon le Jeune, autre membre du Rose and Crown Club.
Ses tableaux sont comparés par Vertue à ceux de William Hogarth ; le critique cite un tableau représentant John Wootton et sa famille, ainsi qu'un portrait de la famille du comte et de la comtesse de Strafford.
Horace Walpole, qui s'est pourtant servi des notes manuscrites de Vertue, ne mentionne nullement Gawen Hamilton dans ses Anecdotes of Painting in England (1762).

## Postérité
Dans son film Violence et Passion (1974), Luchino Visconti, sur les murs de la chambre du professeur joué par Burt Lancaster, a disposé entre autres quelques conversation pieces de Gawen Hamilton, sans doute inspiré par l'essayiste et critique d'art Mario Praz, spécialiste de ce type de scène de genre.
L'exposition de la Tate Gallery en 1987, Manners and Morals: Hogarth and British Painting 1700–1760 montra quatre tableaux de Gawen Hamilton.